# Панцеркајл
Панцеркајл, у преводу „оклопни клин“ је била војна тактика коју су Немци развили на Источном фронту током Другог светског рата као одговор на совјетско коришћење "пакфронт" тактике.
То је у суштини удар оклопним клиновима чије чело чине немачки тешки тенкови и тешка самоходна артиљерија који крче ватром и ударом пут немачким брзим средњим тенковима који наступају иза њих. Међутим, на праводобно припремљену и дубоко ешалонизирану одбрану какву су имали Совјети код Курска таква тактика у правилу мора завршити поразом, а тако је и завршила. Након пораза код Стаљинграда, а нарочито након Курске битке Немци своју тактику заснивају на одбрани.